# Paediatric Anaesthesia
Paediatric Anaesthesia is een internationaal, aan collegiale toetsing onderworpen wetenschappelijk tijdschrift op het gebied van de anesthesiologie, met name het gebruik van anesthesie in de kindergeneeskunde. De naam wordt in literatuurverwijzingen meestal afgekort tot Paediatr. Anaesth. Het wordt uitgegeven door Wiley-Blackwell en verschijnt maandelijks.